# Navy CIS/Staffel 2
Die zweite Staffel der US-amerikanischen Dramaserie Navy CIS feierte ihre Premiere in den USA am 28. September 2004 auf dem Sender CBS. Das Finale wurde am 24. Mai 2005 gesendet. In Deutschland startete die Staffel am 1. September 2005 auf Sat.1 und wurde am 9. März 2006 mit der letzten Folge der Staffel wieder beendet.

## Darsteller
| Rollenname                             | Schauspieler      | Synchronsprecher                                    |
| -------------------------------------- | ----------------- | --------------------------------------------------- |
| Special Agent Leroy Jethro Gibbs       | Mark Harmon       | Wolfgang Condrus                                    |
| Special Agent Caitlin „Kate“ Todd      | Sasha Alexander   | Ghadah Al-Akel                                      |
| Special Agent Anthony „Tony“ DiNozzo   | Michael Weatherly | Norman Matt                                         |
| Abigail „Abby“ Sciuto                  | Pauley Perrette   | Antje von der Ahe                                   |
| Probationary Agent Timothy „Tim“ McGee | Sean Murray       | Timm Neu (bis Folge 35) Marius Clarén (ab Folge 36) |
| Dr. Donald „Ducky“ Mallard             | David McCallum    | Eberhard Prüter                                     |

## Episoden
| Nr. (ges.) | Nr. (St.) | Deutscher Titel              | Originaltitel       | Erstausstrahlung USA | Deutschsprachige Erstausstrahlung (D) | Regie               | Drehbuch                                                                    |
| --- | --------- | ---------------------------- | ------------------- | -------------------- | ------------------------------------- | ------------------- | --------------------------------------------------------------------------- |
| 24 | 1         | Unsichtbar                   | See no Evil         | 28. Sep. 2004        | 1. Sep. 2005                          | Thomas J. Wright    | Chris Crowe                                                                 |
| Die Frau und die blinde achtjährige Tochter Sandy von Navy-Captain Watson wurden entführt. Über Computer fordert der Kidnapper zwei Millionen US-Dollar. Nachdem sie freigelassen wurde, hilft Sandy dem NCIS-Team. Zum Schluss erfährt McGee, der als Aushilfe hinzugezogen wurde, dass er dauerhaft dem Team um Gibbs zugeordnet wurde.                                                                                                  |           |                              |                     |                      |                                       |                     |                                                                             |
| 25 | 2         | Die perfekte Frau            | The Good Wives Club | 5. Okt. 2004         | 8. Sep. 2005                          | Dennis Smith        | Gil Grant                                                                   |
| Bei Abbrucharbeiten wird die mumifizierte Leiche einer Frau gefunden. Sie ist angekettet, trägt ein Brautkleid und die Zelle ist im Stil der 1950er Jahre eingerichtet. Bei der Leiche handelt es sich um eine Angehörige der Navy. Es stellt sich heraus, dass es sich um einen Serientäter handelt und sein letztes Opfer vielleicht noch lebt.                                                                                          |           |                              |                     |                      |                                       |                     |                                                                             |
| 26 | 3         | Auge um Auge                 | Vanished            | 12. Okt. 2004        | 15. Sep. 2005                         | James Whitmore, Jr. | Frank Cardea & George Schenck                                               |
| Ein Farmer entdeckt einen Hubschrauber der Marines auf seinem Feld mitten in einem Kornkreis, verlassen von seiner Crew. Stecken Aliens dahinter oder ist der Pilot in eine alte Familienfehde verwickelt? |           |                              |                     |                      |                                       |                     |                                                                             |
| 27 | 4         | Neptuns Zeichen              | Lt. Jane Doe        | 19. Okt. 2004        | 22. Sep. 2005                         | Dan Lerner          | Donald P. Bellisario, Gil Grant, Steven Long Mitchell & Craig W. Van Sickle |
| Eine junge Frau in Lieutenants-Uniform wird vergewaltigt und tot auf einem Parkplatz gefunden. Am Hals ist dem Opfer ein Dreizack eingeritzt, ein Zeichen, das Ducky schon einmal bei einer jungen Jane Doe gesehen hat. Dabei trifft McGee eine frühere Bekannte, Petty Officer Cynthia Cluxton. |           |                              |                     |                      |                                       |                     |                                                                             |
| 28 | 5         | Der Maulwurf                 | The Bone Yard       | 26. Okt. 2004        | 29. Sep. 2005                         | Terrence O’Hara     | John C. Kelley                                                              |
| Auf einem Bombenabwurfplatz wird ein Mann getötet. Wie sich herausstellt, war er ein Undercover-Agent des FBI. Bald schon werden weitere Leichen geborgen. Für Gibbs steht fest, dass er auf einen Mafiafriedhof gestoßen ist. Fornell wird verdächtigt, der Maulwurf zu sein, der Mafia-Boss Napolitano informiert hat. |           |                              |                     |                      |                                       |                     |                                                                             |
| 29 | 6         | Schatten der Angst           | Terminal Leave      | 16. Nov. 2004        | 6. Okt. 2005                          | Jeff Woolnough      | Roger Director                                                              |
| Auf dem Parkplatz eines Supermarktes explodiert das Auto des Lt. Commanders Micki Shields. Shields, die in Afghanistan versehentlich einige Zivilisten tötete, scheint von einer Terrorzelle bedroht zu werden, die Vergeltung will. Das FBI unter Lina Reyes ermittelt, während der NCIS den Personenschutz übernimmt. |           |                              |                     |                      |                                       |                     |                                                                             |
| 30 | 7         | Der Held von Iwo Jima        | Call of Silence     | 23. Nov. 2004        | 13. Okt. 2005                         | Thomas J. Wright    | Roger Director                                                              |
| Der ehemalige Corporal Ernie Yost kommt mit einer 45er ins NCIS-Hauptquartier und gesteht, während des Zweiten Weltkrieges auf Iwo Jima seinen Freund ermordet zu haben. Doch Gibbs glaubt, Yost, der die Medal of Honor verliehen bekommen hat, ist unschuldig. |           |                              |                     |                      |                                       |                     |                                                                             |
| 31 | 8         | Herzenssachen                | Heart Break         | 30. Nov. 2004        | 20. Okt. 2005                         | Dennis Smith        | Frank Cardea & George Schenck                                               |
| Im Bethesda-Hospital explodiert ein Commander von innen heraus. War es ein junger Ensign, der unter dem Commander zu leiden hatte? |           |                              |                     |                      |                                       |                     |                                                                             |
| 32 | 9         | Leere Augen                  | Forced Entry        | 7. Dez. 2004         | 27. Okt. 2005                         | Dennis Smith        | John C. Kelley & Jesse Stern                                                |
| Ein Mann bricht auf einem Marines-Stützpunkt ein und versucht, eine Frau zu vergewaltigen, doch sie schießt ihn vorher nieder. Aber war es wirklich nur Notwehr? Der Täter behauptet, von ihr über das Internet eingeladen worden zu sein. Der Hacker, der die gefälschten E-Mails verschickte, wird tot und ohne Augen aufgefunden. |           |                              |                     |                      |                                       |                     |                                                                             |
| 33 | 10        | Flucht in Ketten             | Chained             | 14. Dez. 2004        | 3. Nov. 2005                          | Thomas J. Wright    | Frank Military                                                              |
| Tony ist undercover als Verbrecher unterwegs. Er ist an einen unscheinbaren Mann gekettet, der mit seinem Partner Antiquitäten aus dem Irak gestohlen hat. Ist er wirklich so unscheinbar oder in Wirklichkeit ein grausamer Serienkiller? |           |                              |                     |                      |                                       |                     |                                                                             |
| 34 | 11        | Ein Mann für unlösbare Fälle | Black Water         | 11. Jan. 2005        | 10. Nov. 2005                         | Terrence O’Hara     | Juan Carlos Coto & John C. Kelley                                           |
| Die Leiche des Lt. McAllister wird in einem Autowrack in einem See gefunden. Die Frage ist, ob McAllister, der seit zwei Jahren verschwunden ist, ermordet wurde und wenn ja, von wem. Als ob das nicht schon genug wäre, behindert ein Privatdetektiv, der das große Geld wittert, Gibbs’ Ermittlungen. |           |                              |                     |                      |                                       |                     |                                                                             |
| 35 | 12        | Doppeltes Spiel              | Doppelgänger        | 18. Jan. 2005        | 17. Nov. 2005                         | Terrence O’Hara     | Jack Bernstein                                                              |
| Ein Petty-Officer der Navy täuscht während eines Werbeanrufs vor, ermordet zu werden. Er versucht damit seine Geschäfte mit gestohlenen Beruhigungsmitteln zu decken. Doch dann wird er tatsächlich ermordet. |           |                              |                     |                      |                                       |                     |                                                                             |
| 36 | 13        | Blutiges Puzzle              | The Meat Puzzle     | 8. Feb. 2005         | 24. Nov. 2005                         | Thomas J. Wright    | Frank Military                                                              |
| Schon seit Wochen (in den vorherigen Folgen immer wieder kurz angerissen) setzen Ducky und Palmer Leichenteile zusammen. An einem großen Zeh, der als Daumenersatz angenäht wurde erkennt Ducky eine der Leichen: Ein Staatsanwalt, mit dem Ducky öfters zusammengearbeitet hat. Als auch die beiden anderen Leichen, ein Richter und ein Geschworenen-Obmann, identifiziert werden, erkennt Ducky, dass auch er in Gefahr schwebt.        |           |                              |                     |                      |                                       |                     |                                                                             |
| 37 | 14        | Die Zeugin                   | Witness             | 15. Feb. 2005        | 1. Dez. 2005                          | James Whitmore, Jr. | Frank Cardea & George Schenck                                               |
| Eine junge Frau beobachtet den Mord an einem Navy-Soldaten, doch niemand glaubt ihr, weil sie etwas getrunken hatte und keine Spuren gefunden wurden. Nur McGee glaubt, dass an der Sache was dran sein könnte. |           |                              |                     |                      |                                       |                     |                                                                             |
| 38 | 15        | Männer und Frauen            | Caught on Tape      | 22. Feb. 2005        | 8. Dez. 2005                          | Jeff Woolnough      | Chris Crowe, Gil Grant & John C. Kelley                                     |
| Im Shenandoah-Naturpark zelten Sergeant Moore, seine Frau und sein Freund Sgt. Caine. Am nächsten Morgen wird Moore mit einem Baseballschläger ermordet. Waren es die beiden oder war es ein brutaler Schläger, der in einem Wohnwagen haust und mit dem sie am Tag zuvor in Streit gerieten. |           |                              |                     |                      |                                       |                     |                                                                             |
| 39 | 16        | Wege zum Ruhm                | Pop Life            | 1. März 2005         | 15. Dez. 2005                         | Thomas J. Wright    | Frank Military                                                              |
| Der Barkeeper Willy Taylor wacht am Morgen auf und stellt fest, dass die Frau, die neben ihm liegt, nicht die ist, mit der er am Abend zuvor Sex hatte. Zudem ist die Frau auch noch tot. Möglicherweise wurde er von seinem Konkurrenten Ian Hitch hereingelegt, für den die Schwester der Toten arbeitet. |           |                              |                     |                      |                                       |                     |                                                                             |
| 40 | 17        | Blau wie Kobalt              | An Eye for an Eye   | 22. März 2005        | 12. Jan. 2006                         | Dennis Smith        | Steven Kane                                                                 |
| Einem Petty Officer wird ein Päckchen geschickt, in dem ein Paar blaue Augen sind. Kurz danach begeht der transsexuelle Seemann Selbstmord. Die Spur führt nach Paraguay. Dort spielt sein Ausbilder beim Geheimdienst Lt. Cmdr. Purcell eine undurchsichtige Rolle. Tony und Kate nehmen die Ermittlungen vor Ort auf, während Gibbs und McGee von Washington aus ermitteln.                                                              |           |                              |                     |                      |                                       |                     |                                                                             |
| 41 | 18        | Bikini Girl                  | Bikini Wax          | 29. März 2005        | 19. Jan. 2006                         | Stephen Cragg       | David North                                                                 |
| Eine junge Frau, die bei der Navy diente, wird tot auf der Toilette an einem Strand gefunden. Sie hatte an einem Bikini-Wettbewerb teilgenommen und war schwanger. Verdächtig ist ein stalkender ehemaliger Häftling, aber Abby identifiziert einige Rückstände an der Toten als Wachs, wie es Surfer benutzen. So wie zum Beispiel der Mann ihrer besten Freundin.                                                                        |           |                              |                     |                      |                                       |                     |                                                                             |
| 42 | 19        | Stimmen                      | Conspiracy Theory   | 12. Apr. 2005        | 26. Jan. 2006                         | Jeff Woolnough      | Frank Military                                                              |
| Ein weiblicher Petty-Officer hört nach dem Tod ihres Verlobten im Irak Stimmen und sieht eine bedrohliche Gestalt. Laut ihrem Psychiater Lt.Cmdr. Witten leidet sie an Paranoia. Sie wird ins Bethesda eingeliefert, wo sie kurze Zeit später erhängt aufgefunden wird. Gibbs glaubt nicht an Selbstmord. Er erfährt, dass gegen ihren Vorgesetzten wegen Korruption ermittelt wird.                                                       |           |                              |                     |                      |                                       |                     |                                                                             |
| 43 | 20        | Die rote Zelle               | Red Cell            | 26. Apr. 2005        | 2. Feb. 2006                          | Dennis Smith        | Christopher Silber                                                          |
| Bei einem Ritual auf dem Campus einer Uni wird ein toter Marine gefunden. Eine Spur führt zu einer Vereinigung von Paintballspielern, genannt „die rote Zelle“. Eine andere zu militanten Anti-Militaristen, mit denen der Tote aneinandergeriet. |           |                              |                     |                      |                                       |                     |                                                                             |
| 44 | 21        | Mit allen Ehren              | Hometown Hero       | 3. Mai 2005          | 9. Feb. 2006                          | James Whitmore, Jr. | Frank Cardea & George Schenck                                               |
| Eine Leiche wird in einer Garage eines vor kurzem im Krieg gefallenen Navy-Soldaten gefunden. Hat der Mann, der posthum eine Auszeichnung erhalten soll, weil er einigen Marines das Leben rettete, einen Menschen umgebracht? |           |                              |                     |                      |                                       |                     |                                                                             |
| 45 | 22        | Todeskuss                    | SWAK                | 10. Mai 2005         | 2. März 2006                          | Dennis Smith        | Donald P. Bellisario                                                        |
| Im NCIS-Hauptquartier öffnet Tony einen Brief, der mit einem Kuss versiegelt wurde (SWAK: Sealed with a kiss). Als er ihn öffnet, entweicht ein Pulver. Sofort wird Biowaffen-Alarm ausgelöst. Tony hat sich mit der Lungenpest infiziert. Obwohl sie sich nicht angesteckt hat, teilt Kate aus Solidarität die Quarantäne mit ihm. In dem Brief wird ein Gegenmittel angeboten, wenn der NCIS einen Vergewaltigungs-Fall wieder aufrollt. |           |                              |                     |                      |                                       |                     |                                                                             |
| 46 | 23        | Die Rückkehr                 | Twilight            | 24. Mai 2005         | 9. März 2006                          | Thomas J. Wright    | John C. Kelley                                                              |
| Ari, der Terrorist, ist wieder im Land und hat es auf Gibbs abgesehen. Bei dem Versuch einen Raketen-Anschlag der Al-Qaida-Zelle unter Ari zu verhindern, bezahlt das Team einen hohen Preis: den Tod von Kate. |           |                              |                     |                      |                                       |                     |                                                                             |